# Otsegomeer
Het Otsegomeer (Engels: Otsego Lake) is een klein meer ten noorden van de stad Cooperstown in de county Otsego gelegen in het noordoosten van de Verenigde Staten van Amerika in de staat New York. Het is de bron voor de rivier de Susquehanna.